# Spathaspora passalidarum
Spathaspora passalidarum är en svampart som beskrevs av N.H. Nguyen, S.O. Suh & M. Blackw. 2006. Spathaspora passalidarum ingår i släktet Spathaspora, ordningen Saccharomycetales, klassen Saccharomycetes, divisionen sporsäcksvampar och riket svampar.   Inga underarter finns listade i Catalogue of Life.